# Арлингтон (Северна Каролина)
Арлингтон (енгл. Arlington) град је у америчкој савезној држави Северна Каролина.

## Демографија
По попису из 2000. године број становника је 795.
| Група             | 2000.       | 2010.    |
| Белци             | 724 (91,1%) | 0 (0,0%) |
| Афроамериканци    | 48 (6,0%)   | 0 (0,0%) |
| Азијати           | 0 (0,0%)    | 0 (0,0%) |
| Хиспаноамериканци | 19 (2,4%)   | 0 (0,0%) |
| Укупно            | 795         | 0        |